# Клинт Иствуд
Клинтон Иствуд Млађи (енгл. Clinton Eastwood Jr.; Сан Франциско, 31. мај 1930) амерички је филмски глумац, композитор, редитељ и продуцент. Иако критичари без изузетка хвале његова скорашња редитељска остварења као што су филмови Девојка од милион долара и Писма са Иво Џиме, Иствуд је много познатији по улогама „чврстих момака“ или антијунака као што су инспектор „Прљави“ Хари Калахан у серији филмова о Прљавом Харију или човек без имена у шпагети-вестернима Серђа Леонеа.
Иствуд је добио два Оскара за најбољег режисера за филмове Неопростиво и Девојка од милион долара.

## Биографија
Иако рођен у Сан Франциску, Иствуд се са породицом често селио по градовима Западне обале у којима је његов отац радио. Тинејџерске године провео је у Оукланду где је 1949. и матурирао на Средњој техничкој школи. По завршетку средње школе радио је на бензинској пумпи заједно с оцем, затим је био дрвосеча, спасилац на плажи, ложач у челичани, чистач базена итд. Одслуживши војни рок, почетком 50-их почиње се занимати за глуму.

## Филмска каријера
Године 1954. долази у Холивуд и потписује уговор са Јуниверзалом. Његови глумачки почеци везани су за мале, слабо плаћене улоге (75 долара недељно!) у филмовима Б-продукције као што су Освета човека-рибе, Тарантула (глуми пилота авиона из којег се на крају филма баца напалм-бомба на џиновског паука) и Франсис у морнарици. Отпуштен је када је један од студијских моћника изјавио да Иствуд има „превелику Адамову јабучицу“. Пробој у глумачкој каријери настаје када је Иствуда, који је био у посети пријатељу у студију CBS, уочио један од студијских продуцената понудивши му улогу каубоја Раудија Јејтса (за ког је Иствуд касније изјавио да је идиот са прерије) у дуговечној (7 сезона) и популарној ТВ серији Сирова кожа 1959. године.

### 1960-е
Главне улоге тајанственог човека без имена у лабавој трилогији шпагети-вестерна Серђа Леонеа За шаку долара (1964), За долар више (1965) и Добар, лош, зао (1966) доносе му међународну славу при чему је редефинисао традиционални имиџ каубоја са Дивљег запада (иако је његов лик сличнији револверашу него традиционалном западњачком јунаку). Та редефиниција лика каубоја делом је резултат Иствудове глумачке интерпретације а делом Леонеовог реформаторског приступа жанру вестерна који је иновативно и радикално описао један диваљ, усамљенички и окрутан свет - сасвим другачији од оног до тада виђеног.
Поставши славан, Иствуд почиње да добија све више главних улога, али најчешће као „чврсти момак“. У филму „У орловом гнезду“ (1968) на шпици је био потписан после Ричарда Бартона, али му је за ту улогу исплаћено ондашњих 800.000 долара. "Мужеван, маркантно суздржане глуме (са изузетком маниристичког жмиркања)" исте године тумачи насловну улогу у Сигеловом Кугановом блефу/Шерифу у Њујорку глумећи шерифа индивидуалца из провинције који долази у велики град да истера своју правду. Око филма су се убрзо јавиле неке контроверзе првенствено захваљујући отвореном и директном приказивању насиља, али је много важније да тим филмом почиње плодна десетогодишња сарадња Иствуда и Сигела (оснивају и продуцентску кућу Малпасо а први филм који су продуцирали био је вестерн Обесите га без милости 1968. године) те да се лик шерифа усамљеника јавља као прототип лика мачо полицајца којег ће Иствуд тумачити у филмовима о Прљавом Харију. Следеће године његова каријера се жанровски грана, па глуми у вестерн мјузиклу Сви за Елдорадо, али и у Келијевим херојима (1970) где се акциони елементи комбинују са неконвенционалним хумором.

### 1970-е
У вестерну Дона Сигела Две мазге за сестру Сару (1970) партнерка му је Ширли Меклејн, а у Зачараном (1971) (опет са Сигелом као редитељем) Иствуд глуми негативца. Испоставило се да је у глумачком смислу 1971. година била најзначајнија за Иствуда. Прво режира (и у њему глуми главну улогу) трилер Језа у ноћи, у којем је „изванредно остварио атмосферу страха и тескобе, а уједно знао снимити и једну од најупечатљивијих љубавних сцена новијег холивудског филма“. Потом, поново са Сигелом, снима филм Прљави Хари/Шкорпион убија који постаје Сигелов комерцијално најуспешнији филм, а Иствуд глуми лик бруталног и немилосрдног полицијског инспектора „Прљавог“ Харија Калахана који постаје његов алтер-его који ће га пратити кроз целу глумачку каријеру. Иствудов чврсти, немилосрдни али и интелигентни полицајац освојио је многе гледаоце којима је било доста насиља и криминала на улицама. Филм је имао четири наставка: Клопка за инспектора Калахана (1973), Истеривач правде (1976), Прљави инспектор Хари (1983) и Смртоносна игра (1988), као и већи број имитација од којих је најпознатија Пол Керси не опрашта (енгл. Death Wish; 1974) са такође четири наставка.
Иствуд је у 70-им режирао и два важна моралистичка и ревизионистичка вестерна — Непознати заштитник (1973) и Одметник Џоузи Велс (1976) („који се сматра једним од квинтесенцијалних вестерна.“)
Године 1974. Иствуд глуми у пару са тада младим глумцем Џефом Бриџизом у акционом филму Калибар 20 за специјалисту. Сценарио и режију филма потписао је Мајкл Чимино чији је једини филмски рад пре тога био сценарио за филм Клопка за инспектора Калахана (а неколико година потом освојиће Оскара за режију Ловца на јелене).
Године 1975. Иствуд нам показује још једну страну свог глумачког талента: тумачи главну улогу у филму Казна на планини Ајгер (који је и режирао) при чему за пењање по стенама није користио дублера. Филм ужива култни статус међу слободним пењачима, а урађен је пре појаве компјутерски генерисане графике тако да у филму нема никаквих дигиталних специјалних ефеката.
Године 1978, у филму Како год окренеш, губиш (енгл. Every Which Way But Loose) прихвата се неконвенционалне хумористичке улоге Фила Бедоуа, камионџије и уличног борца, који, праћен својим братом и менаџером Орвилом и љубимцем, орангутаном Клајдом, крстари по америчком Западу у потрази за изгубљеном љубави. Критике није била благонаклона према филму, али је зато код публике одлично прошао, тако да је постао, заједно са наставком Човек из Сан Фернанда (1980), најкомерцијалнији Иствудов филм.
Године 1979. Иствуд се поново удружује са Доном Сигелом у сада већ класичном филму Бекство из Алкатраза. Иствуд глуми Френка Мориса, затвореника у тада најбоље чуваном затвору у САД — Алкатразу, који са још двојицом затвореника успева да побегне и да се докопа залива Сан Франциско. Бегунци никад нису ухваћени и премда FBI сматра да су се утопили, њихова судбина ни до данашњег дана није позната.

### 1980-е
Жанровску структуру вестерна успешно преноси у романтичну комедију Бронко Били (1980) у којој глуми шефа циркуса, у трилеру Ватрена лисица (1982), где глуми пилота у шпијунској мисији те у мелодраму Човек из крчме (енгл. Honkytonk Man, 1982) са „врсно дочараним ликом сушичавог певача кантрија“, улогом сличном оној Џона Вејна у постромантичном вестерну Последњи хитац (1976) Дона Сигела. Филмом Прљави инспектор Хари (енгл. Sudden Impact), четвртим из серијала о Прљавом Харију, Иствуд постаје неоспорна звезда осамдесетих. Чак је и председник Роналд Реган у једном од својих говора употребио Иствудову реченицу из тог филма: „Улепшај ми дан“ (енгл. Make my day). Такође, Иствуд је обновио жанр вестерна режирајући (и глумећи у њему) Бледоликог јахача (1986), филм наглашених религиозних конотација снимљен као „омаж“ вестерн-класику Шејн Џорџа Стивенса.
Године 1988. снима пети и последњи филм из серијала о Прљавом Харију под насловом Смртоносна игра (енгл. The Dead Pool), али, упркос похвалама критике, филм на благајнама пролази знатно лошије него његови претходници. Крајем 80-их Иствуд снима жанровски разноврсне филмове који су се кретали од мејнстрим комедија (не нужно и успешних) као што су Ружичасти кадилак (1989) и Новајлија (енгл. The Rookie, 1990) и много личнијих пројеката као што су режија Птице (енгл. Bird, 1988), модернистичке биографије џез саксофонисте Чарлија „Птице“ Паркера, филма који је био номинован за Златну палму на филмском фестивалу у Кану чиме је само потврђен Иствудов редитељски углед. У том периоду запажен је и његов редитељски и глумачки рад на филму Бели ловац, црно срце, драми инспирисаној снимањем Афричке краљице (1951) где су многи критичари и гледаоци у Иствудовој улози запазили велику сличност са редитељем Афричке краљице, Џоном Хјустоном. Филм се свидео критичарима упркос чињеници да је глумица Кетрин Хепберн, тумач главне улоге у „Афричкој краљици“, имала много замерки везаних за веродостојност снимљеног материјала.

### 1990-e
Иствудова популарност поново расте почетком 90-их година. Године 1992. режира ревизионистички неовестерн Неопростиво (Unforgiven), меланхолични дискурс о губитнику у којем истовремено тумачи и главну улогу — лик остарелог бившег револвераша који је памтио и боље дане. У филму наступају глумачке величине као што су Џин Хекман, Морган Фриман и Ричард Харис, а овим филмом, режираним у духу америчког позног вестерна 60-их година (Човек који је убио Либерти Валанса Џона Форда или Елдорадо Хауарда Хокса), Иствуд је иницирао настанак више сличних вестерна (као што је, на пример, Дедвуд) у којима се конвенционалним жанровским обрасцима приступа на много слојевитији и реалистичнији начин, како у карактеризацији ликова, тако и у разради појединих ситуација. Филм је добро прошао и код критике и код публике и био је номинован за девет Оскара (при чему је Иствуд био номинован у категорији најбољег глумца), а освојио је четири (између осталог, за најбољи филм и најбољу режију).
Следеће године Иствуд глуми федералног агента гоњеног комплексом кривице у трилеру Волфганга Петерсена На линији ватре (енгл. In the Line of Fire), великом биоскопском хиту који се доспео на листу 10 најкомерцијалнијих филмова 1993. године. Исте године Иствуд режира „филм цесте“ Савршен свет (енгл. Perfect World) у којем глуми резигнираног али честитог полицајца који настоји да спречи трагичан расплет отмице учествујући у потери за суровим убицом и отмичарем (Кевин Костнер) и његовом жртвом, десетогодишњим дечаком. Умекшану варијанту луталице и осветника те борца за правду из вестерна, Иствуд глуми и у другим жанровима — у мелодрами Мостови округа Медисон (енгл. The Bridge of Madison County), из 1995. године то је лик фото-репортера листа Нешонал џиографик који ступа у везу са средовечном женом (Мерил Стрип) незадовољном својим животом, у трилеру Апсолутна моћ (енгл. Apsolute Power, 1997) он је лопов са интегритетом, а у акционом филму Космички каубоји (енгл. Space Cowboys, 2000) он је космонаут. У том периоду Иствуд режира и један филм у којем није глумио - криминалистичку драму Поноћ у врту добра и зла (енгл. Midnight in the Garden of Good and Evil, 1997) у којој се у мањој улози појављује Иствудова ћерка Алисон Иствуд. Овим филмом Иствуд је дао „специфичан прилог постмодернистичкој разиграности класичном прецизношћу излажући иронично постављену причу са неприкривеним алузијама на стереотипе америчког Југа“, простора којим се Иствуд у својим филмовима често бави.

### Почетак 21. века
Године 2002. Иствуд поново режира и глуми бившег агента ФБИ-ја у акционој драми Крвави посао снимљеној по књизи Мајкла Конелија. Следеће године номинован је за Оскара за режију Мистичне реке, акционог филма са елементима драме где је „Иствуд дочарао мрачну страну Бостона у зрелом, комплексном трилеру који се може сврстати међу његова најбоља остварења“ . Пуну афирмацију код критике Иствуд доживљава 2004. године потписујући се као редитељ Девојке од милион долара, драме смештене у боксерски миље где је Иствудова партнерка млада Хилари Сванк. Филм је освојио четири Оскара, између осталог и у категоријама за најбољи филм и најбољу режију, а Иствуд, иако номинован, није успео да освоји Оскара за најбољег глумца (те године Оскара је освојио Џејми Фокс.
Иствуд је и власник Малпасо рекордса, огранка компаније Ворнер брадерс рекордс, у оквиру којег је издао албуме са музиком из свих својих филмова почевши од Мостова округа Медисон. Објавио је и албум Eastwood After Hours - Live at Carnegie Hall (Иствуд у ситне сате - уживо из Карнеги хола) са материјалима са џез концерта из 1996. на којем је био домаћин.

## Редитељска каријера
Иствуд је редитељски занат учио бавећи се глумом при чему су његова редитељска достигнућа засенила она глумачка. Његови филмови су чврсто жанровски утемељени и жанровски разноврсни (урбани и шпагети-вестерни, криминалистичке драме, акциони трилери, биографски филмови), већина је изразито комерцијална, а само мањи део је дубоко личан, али, без обзира на жанровску одређеност, сваки његов филм обележен је ауторском препознатљивошћу. „Показујући у појединим делима смисао за социјални ангажман, уз морални пуританизам и конзервативизам, жестоку мржњу према неправди и нежност према женама и деци, Иствуд следи библијска начела и морал“.
Редитељски углед стекао је режирајући висококвалитетне али песимистичке драме као што су Неопроштено, Савршен свет, Мистична река, Девојка од милион долара, Заставе наших отаца и Писма са Иво Џиме. Често се превиђа чињеница да је до краја 2006. Иствуд режирао чак 27 филмова. Многи глумци се су се окушали у режији, али се једино за Иствуда може рећи да је продуктивнији и од многих угледних редитељских имена.

## Награде
| Год.  | Награђен или номинован | Додељује      | Категорија            | Филм                     |
| ----- | ---------------------- | ------------- | --------------------- | ------------------------ |
| 1988. | Награђен               | Златни глобус | Најбоља режија        | Птица                    |
| 1992. | Награђен               | Оскар         | Најбоља режија        | Неопростиво              |
| 1992. | Награђен               | Оскар         | Најбољи филм          | Неопростиво              |
| 1992. | Награђен               | Златни глобус | Најбоља режија        | Неопростиво              |
| 1992. | Номинован              | Оскар         | Најбољи главни глумац | Неопростиво              |
| 1992. | Номинован              | Златни глобус | Најбољи филм (драма)  | Неопростиво              |
| 1992. | Номинован              | БАФТА         | Најбољи филм          | Неопростиво              |
| 2003. | Номинован              | Оскар         | Најбоља режија        | Мистична река            |
| 2003. | Номинован              | Оскар         | Најбољи филм          | Мистична река            |
| 2003. | Номинован              | Златни глобус | Најбољи филм (драма)  | Мистична река            |
| 2004. | Награђен               | Оскар         | Најбоља режија        | Девојка од милион долара |
| 2004. | Награђен               | Оскар         | Најбољи филм          | Девојка од милион долара |
| 2004. | Награђен               | Златни глобус | Најбоља режија        | Девојка од милион долара |
| 2004. | Номинован              | Оскар         | Најбољи главни глумац | Девојка од милион долара |
| 2004. | Номинован              | Златни глобус | Најбољи филм (драма)  | Девојка од милион долара |
| 2006. | Награђен               | Златни глобус | Најбољи филм          | Писма са Иво Џиме        |
| 2006. | Номинован              | Оскар         | Најбоља режија        | Писма са Иво Џиме        |
| 2006. | Номинован              | Оскар         | Најбољи филм          | Писма са Иво Џиме        |

## Филмографија

### Глумац
| Улоге Клинта Иствуда |                                       |               |                            |          |
| Година               | Српски назив                          | Изворни назив | Улога                      | Напомена |
| 2021.                | Плачи мачо                            |               |                            |          |
| 2018.                | Мула                                  |               | Ерл Стоун                  |          |
| 2008.                | Гран Торино                           |               | Волт Ковалски              |          |
| 2007.                | Сирова кожа: друга сезона             |               | Рауди Јејтс                |          |
| 2006.                | Сирова кожа: комплетна прва сезона    |               | Рауди Јејтс                |          |
| 2004.                | Девојка од милион долара              |               | Френки Дан                 |          |
| 2002.                | Крвави посао                          |               | Тери Макејлеб              |          |
| 2001.                |                                       |               |                            |          |
| 2000.                | Свемирски каубоји                     |               | Френк Корвин               |          |
| 1999.                | Прави злочин                          |               | Стив Еверет                |          |
| 1997.                | Апсолутна моћ                         |               | Лутер Витни                |          |
| 1995.                | Мостови округа Медисон                |               | Роберт Кинкејд             |          |
| 1993.                | На линији ватре                       |               | Френк Хориган              |          |
| 1993.                | Савршен свет                          |               | Ред Гарнет                 |          |
| 1992.                | Неопростиво                           |               | Вилијам „Бил“ Мани         |          |
| 1990.                | Бели ловац, црно срце                 |               | Џон Вилсон                 |          |
| 1990.                | Гуштер/Новајлија                      |               | Ник Пуловски               |          |
| 1989.                | Ружичасти кадилак                     |               | Томи Новак                 |          |
| 1988.                | Смртоносна игра                       |               | Инспектор Хари Калахан     |          |
| 1986.                | Хертбрејк Риџ                         |               | Наредник Том „Гани“ Хајвеј |          |
| 1985.                | Бледолики јахач                       |               | Свештеник                  |          |
| 1984.                | Омча                                  |               | Вес Блок                   |          |
| 1984.                | Врелина града                         |               | Поручник Стир              |          |
| 1983.                | Изненадни судар/Прљави инспектор Хари |               | Инспектор Хари Калахан     |          |
| 1982.                | Човек из крчме                        |               | Ред Стовал                 |          |
| 1982.                | Ватрена лисица                        |               | Мичел Кант                 |          |
| 1980.                | Човек из Сан Фернанда                 |               | Фило Бедоу                 |          |
| 1980.                | Бронко Били                           |               | Бронко Били Макој          |          |
| 1979.                | Бекство из Алкатраза                  |               | Френк Морис                |          |
| 1978.                |                                       |               | Фило Бедоу                 |          |
| 1977.                | Велики изазов                         |               | Бен Шокли                  |          |
| 1976.                | Прљави Хари: Истеривач правде         |               | Инспектор Хари Калахан     |          |
| 1976.                | Одметник Џози Велс                    |               | Џози Велс                  |          |
| 1975.                | Казна на планини Ајгер                |               | др Џонатан Хемлок          |          |
| 1974.                | Калибар 20 за специјалисту            |               | Џон „Тандерболт“ Доерти    |          |
| 1973.                | Клопка за инспектора Калахана         |               | Инспектор Хари Калахан     |          |
| 1973.                | Непознати заштитиник                  |               | Странац                    |          |
| 1972.                | Џо Кид                                |               | Џо Кид                     |          |
| 1971.                | Језа у ноћи                           |               | Дејв                       |          |
| 1971.                | Зачаран                               |               | Џон Макберни               |          |
| 1971.                | Прљави Хари/Шкорпион убија            |               | Инспектор Хари Калахан     |          |
| 1970.                | Две мазге за сестру Сару              |               | Хоган                      |          |
| 1970.                | Ратници/Келијеви хероји               |               | Редов Кели                 |          |
| 1969.                | Сви за Елдорадо                       |               | Партнер                    |          |
| 1969.                | Вештице                               |               | Чарли                      |          |
| 1969.                | У орловском гнезду                    |               | Поручник Морис Шејфер      |          |
| 1968.                | Куганов блеф/Шериф у Њујорку          |               | Заменик шерифа Волт Куган  |          |
| 1968.                | Обесите га без милости                |               | Шериф Џед Купер            |          |
| 1966.                | Добар, лош, зао                       |               | Блонди                     |          |
| 1965.                | За долар више                         |               | Манко                      |          |
| 1964.                | За шаку долара                        |               | Џо                         |          |
| 1958.                | Заседа у пролазу Симарон              |               | Кит Вилијамс               |          |
| 1958.                | Ескадрила Лафајет                     |               | Џорџ Мозли                 |          |
| 1957.                |                                       |               |                            |          |
| 1956.                |                                       |               | Наредник Џек Рајс          |          |
| 1956.                | Никад не реци збогом                  |               | Вил                        |          |
| 1955.                | Франсис у морнарици                   |               | Џонси                      |          |
| 1955.                | Леди Годива                           |               | Први Саксонац              |          |
| 1955.                | Освета човека-рибе                    |               | Лабораторијски техничар    |          |
| 1955.                | Тарантула                             |               | Заповедник ескадриле       |          |

## Познати глумци са којима је сарађивао
- Морган Фриман (Девојка од милион долара, Неопроштено )
- Џин Хекман (Апсолутна моћ, Неопроштено)
- Кевин Костнер (Савршен свет)
- Чарли Шин (Гуштер)
- Ричард Бартон (У орловском гнезду)
- Томи Ли Џоунс (Космички каубоји)

## Дискографија
- „“ (сингл из 1961)
- „“ (сингл)
- „“ (сингл)
- „“ (сингл из 1981)
- „“ (сингл из 1984) са Ти-Џијем Шепардом